# Slave to the Music (Twenty 4 Seven)
Slave to the Music is een nummer van de Nederlandse Eurodanceact Twenty 4 Seven, afkomstig van het gelijknamige album Slave to the Music uit 1993. Op 13 augustus dat jaar werd het nummer in Europa, Australië en Nieuw-Zeeland op single uitgebracht. In januari 1994 volgden de VS en Canada.

## Achtergrond
De single werd een hit in Europa, Israël, Australië en Zimbabwe. In Australië en Zimbabwe werd de 2e positie behaald, Israël de 17e, Zweden en Denemarken de 4e, Noorwegen de 5e, Duitsland de 8e, Frankrijk de 13e en in de Eurochart Hot 100 de 20e positie. Vreemd genoeg werd in het Verenigd Koninkrijk en Ierland géén notering behaald.
In Nederland werd de single veel gedraaid op de landelijke radiozenders en werd een hit.
"Slave to the Music" stond 15 weken genoteerd in de Nederlandse Top 40 (door een juridische uitspraak nog tot zaterdag 18 december 1993 te horen op Radio 3 en vanaf vrijdag 18 juni 1993 ook op Radio 538), met een 5e positie als hoogste notering. In de destijds nieuwe publieke hitlijst op Radio 3; de Mega Top 50, behaalde de single de 6e positie en stond maar liefst 41 weken in de lijst genoteerd.
In België bereikte de single de 23e positie in de voorloper van de Vlaamse Ultratop 50 en de 19e positie in de Vlaamse Radio 2 Top 30. In Wallonië werd géén notering behaald.
Het nummer is ingezongen door Stay-C en Nance. Ruud van Rijen verzorgde de muziek en productie.
- MusicBrainz work: 6f541cfe-71aa-4831-af1f-d6cb6de0dc13